# مونروفيا (كاليفورنيا)
مونروفيا (بالإنجليزية: Monrovia)‏ هي إحدى مدن مقاطعة لوس أنجليس، كاليفورنيا. تم إعطاءها لقب مدينة في 15 ديسمبر، 1887.

## التركيبة السكانية
حدّد مكتب تعداد الولايات المتحدة بيانات التركيبة السكانية لمونروفيا في تعداد الولايات المتحدة. في ما يلي، التركيبة السكانية حسب تعدادي 2000 و2010.

### تعداد عام 2000
بلغ عدد سكان مونروفيا 36,929 نسمة بحسب تعداد عام 2000، وبلغ عدد الأسر 13,502 أسرة وعدد العائلات 9,091 عائلة مقيمة في المدينة. في حين سجلت الكثافة السكانية 1,037.6 نسمة لكل كيلومتر مربع (2,687.4/ميل2). وبلغ عدد الوحدات السكنية 13,957 وحدة بمتوسط كثافة قدره 392.2 لكل كيلومتر مربع (1,015.8/ميل2).
وتوزع التركيب العرقي للمدينة بنسبة 62.92% من البيض و8.67% من الأمريكيين الأفارقة و0.87% من الأمريكيين الأصليين و7.02% من الأمريكيين ذوي الأصول الآسيوية و0.13% من سكان جزر المحيط الهادئ و15.61% من الأعراق الأخرى و4.77% من عرقين مختلطين أو أكثر و35.24% من الهسبانيون أو اللاتينيون من أي عرق.
بلغ عدد الأسر 13,502 أسرة كانت نسبة 39.3% منها لديها أطفال تحت سن الثامنة عشر تعيش معهم، وبلغت نسبة الأزواج القاطنين مع بعضهم البعض 46.4% من أصل المجموع الكلي للأسر، ونسبة 15.4% من الأسر كان لديها معيلات من الإناث دون وجود شريك،  بينما كانت نسبة 5.5% من الأسر لديها معيلون من الذكور دون وجود شريكة وكانت نسبة 32.7% من غير العائلات. تألفت نسبة 26% من أصل جميع الأسر من عدة أفراد يعيشون في نفس المنزل ونسبة 8.8% كانت تتألف من شخص يعيش بمفرده يبلغ من العمر 65 عاماً أو أكثر. وبلغ متوسط حجم الأسرة المعيشية 2.71، أما متوسط حجم العائلات فبلغ 3.29.
بلغ العمر الوسطي للسكان 33.7 عاماً. وكانت نسبة 27.3% من القاطنين تحت سن الثامنة عشر، وكانت نسبة 8% بين الثامنة عشر والرابعة والعشرين عاماً، ونسبة 33.9% كانت واقعةً في الفئة العمرية ما بين الخامسة والعشرين والرابعة والأربعين عاماً، ونسبة 20.2% كانت ما بين الخامسة والأربعين والرابعة والستين، ونسبة 9.8% كانت ضمن فئة الخامسة والستين عاماً فما فوق. يوجد لكل 100 أنثى 93.0 ذكر، ويوجد لكل 100 أنثى في الثامنة عشر من عمرها فما فوق 88.4 ذكر.
بلغ متوسط دخل الأسرة في المدينة 45,375 دولارًا، أما متوسط دخل العائلة فبلغ 49,703 دولارًا. وكان متوسط دخل الذكور 41,039 دولارًا مقابل 32,259 دولارًا للإناث. وسجل دخل الفرد الخاص بالمدينة 21,686 دولارًا. وكانت نسبة 9.7% من العائلات ونسبة 13.1% من السكان تحت خط الفقر، وكان من هؤلاء نسبة 18.6% تحت سن الثامنة عشر ونسبة 9.7% في الخامسة والستين من العمر وما فوق.

### تعداد عام 2010
بلغ عدد سكان مونروفيا 36,590 نسمة بحسب تعداد عام 2010، وبلغ عدد الأسر 13,762 أسرة وعدد العائلات 9,146 عائلة مقيمة في المدينة. في حين سجلت الكثافة السكانية 1,028.1 نسمة لكل كيلومتر مربع (2,662.8/ميل2). وبلغ عدد الوحدات السكنية 14,473 وحدة بمتوسط كثافة قدره 406.7 لكل كيلومتر مربع (1,053.3/ميل2).
وتوزع التركيب العرقي للمدينة بنسبة 59.94% من البيض و6.83% من الأمريكيين الأفارقة و0.76% من الأمريكيين الأصليين و11.22% من الأمريكيين ذوي الأصول الآسيوية و0.21% من سكان جزر المحيط الهادئ و15.90% من الأعراق الأخرى و5.13% من عرقين مختلطين أو أكثر و38.38% من الهسبانيون أو اللاتينيون من أي عرق.
بلغ عدد الأسر 13,762 أسرة كانت نسبة 34.3% منها لديها أطفال تحت سن الثامنة عشر تعيش معهم، وبلغت نسبة الأزواج القاطنين مع بعضهم البعض 45.7% من أصل المجموع الكلي للأسر، ونسبة 15.1% من الأسر كان لديها معيلات من الإناث دون وجود شريك،  بينما كانت نسبة 5.7% من الأسر لديها معيلون من الذكور دون وجود شريكة وكانت نسبة 33.5% من غير العائلات. تألفت نسبة 26.5% من أصل جميع الأسر من عدة أفراد يعيشون في نفس المنزل ونسبة 9.3% كانت تتألف من شخص يعيش بمفرده يبلغ من العمر 65 عاماً أو أكثر. وبلغ متوسط حجم الأسرة المعيشية 2.65، أما متوسط حجم العائلات فبلغ 3.24.
بلغ العمر الوسطي للسكان 37.9 عاماً. وكانت نسبة 23.3% من القاطنين تحت سن الثامنة عشر، وكانت نسبة 8.4% بين الثامنة عشر والرابعة والعشرين عاماً، ونسبة 29.3% كانت واقعةً في الفئة العمرية ما بين الخامسة والعشرين والرابعة والأربعين عاماً، ونسبة 27.4% كانت ما بين الخامسة والأربعين والرابعة والستين، ونسبة 11.6% كانت ضمن فئة الخامسة والستين عاماً فما فوق. وتوزع التركيب الجنسي للسكان بنسبة 47.8% ذكور و52.2% إناث.

## أعلام
- إليس مكارثي
- كوري بلونت
- جو فرانكو
- جمعة سلطان
- إرفينغ سمول
- جيك شتال
- جيسي مارش
- إيرني جونسون
- كريس ويليام
- ديانا ميلر